# Besuch aus der Zone
Besuch aus der Zone ist ein deutscher Fernsehfilm von 1958, in dem das Verhältnis zwischen Ost- und Westdeutschen in den ersten Jahren der deutschen Teilung am Beispiel zweier Textilfabrikanten thematisiert wird.

## Handlung
Reichert und Kleinschmidt haben nach dem Zweiten Weltkrieg in dem ostdeutschen Ort Gorna eine Textilfabrik geleitet, deren neuartige Kunstfaser Relon zum Exportschlager auch in Westdeutschland wurde. Doch bald ging Kleinschmidt in den Westen und arbeitet dort nun für den Modefabrikanten Brötscher, der Relon importiert. Als Brötscher die Importe einstellen will, bedroht das die Existenz von Reicherts Firma, und so reist er in den Westen, um mit Brötscher zu verhandeln. Seine Frau und seine Tochter reisen mit, sie wohnen bei Kleinschmidts. Zwischen den Familien herrscht eine freundliche, aber auch angespannte Atmosphäre: So betont etwa Frau Kleinschmidt immer wieder, wie schwer sie es in den ersten Jahren hatten und spielt ihren jetzigen Wohlstand herunter. Reicherts Frau Margot würde am liebsten im Westen bleiben, und auch seine Tochter Lisa findet zunehmend Gefallen an den westlichen Vergnügungs- und Einkaufsmöglichkeiten, die Kleinschmidts Sohn Erich ihr zeigt. Reichert hingegen will seine Fabrik und seine Angestellten nicht im Stich lassen und auf jeden Fall zurückkehren.
Währenddessen wird Reicherts Werkmeister Kuhnert von der Partei unter Druck gesetzt, da man befürchtet, Reichert wolle Republikflucht begehen und Kuhnert sei ein Mitwisser. Kuhnert wird nervös, verbürgt sich aber für Reichert.
Brötscher weicht bei der Verhandlung mit Reichert einer klaren Aussage zu weiteren Importen aus, und als Kleinschmidt Reichert ins Labor der Firma führt, erkennt dieser, dass die Firma sein Herstellungsverfahren kopiert hat. Brötscher lädt am nächsten Abend beide Familien in ein teures Restaurant ein, doch Reichert ist nicht nach Feiern zumute, er würde lieber mit Brötscher übers Geschäft reden. Am nächsten Morgen schlägt er vor, die Importe nur schrittweise zu reduzieren, doch auch darauf lässt sich Brötscher nicht ein. Stattdessen bietet er Reichert, für den Fall, dass er im Westen bleiben will, eine führende Stellung mit Beteiligung am Gewinn an. Reichert lässt sich darauf ein. Doch als er gerade mit Kleinschmidts darauf anstoßen will, bekommt er einen Anruf aus Gorna: Kuhnert bittet ihn, so bald wie möglich zurückzukehren. In einer anderen Fabrik seien nach der Republikflucht des Besitzers mehrere Werkmeister unter dem Vorwurf der Sabotage verhaftet worden. Reichert erkennt, dass er aus Verantwortung für seine Belegschaft nicht im Westen bleiben kann, und so kehrt die Familie doch nach Gorna zurück.

## Produktion
Der Film ist eine Adaption des gleichnamigen Hörspiels von Dieter Meichsner von 1956. Er wurde vom Süddeutschen Rundfunk produziert und am 23. Februar 1958 zum ersten Mal ausgestrahlt und erschien am 1. Juni 2012 bei Pidax auf DVD.

## Rezeption
Der Film war kurz nach seiner Ausstrahlung Gegenstand einer Debatte im Bundestag: In einer Debatte zur möglichen Einführung eines privaten Fernsehsenders in Deutschland durch die Freies Fernsehen Gesellschaft kritisierte der Abgeordnete Friedrich Zimmermann (CSU) die Ausstrahlung des Films als „politische Instinktlosigkeit“, da er ein „völlig schiefes Bild von den Verhältnissen in der Bundesrepublik“ zeichne und außerdem den Kommunisten Kuhnert zu positiv darstelle. Zimmermann befürchtete eine „Infiltration“ der Bundesrepublik durch DDR-Propaganda, der die Rundfunkanstalten einen klar pro-westlichen Standpunkt „entgegensetzen“ müssten. Der SDR-Intendant Fritz Eberhard wird von Zimmermann als der für die Ausstrahlung Verantwortliche genannt.
Heinz Kühn (SPD) plädierte hingegen für eine differenziertere Darstellung: „Ich bin nicht der Meinung, daß die Auseinandersetzung zwischen West und Ost in einer solchen Schwarzweißmalerei geführt werden kann, wie das offensichtlich hier erwartet wird. [...] Ich halte diese Sendung für gut.“ Er verwies darauf, dass sowohl Reichert als auch Kuhnert aus Anstand und Verantwortungsgefühl handeln, Reichert also nicht aus ideologischen Gründen in den Osten zurückkehrt.
Innenminister Gerhard Schröder schloss sich der scharfen Kritik Zimmermanns an, auch in Bezug auf Eberhard. Dieser wurde noch im selben Jahr als SDR-Intendant abgewählt und durch den bisherigen CDU-Landtagsabgeordneten Hans Bausch abgelöst.